# Diócesis de Viedma
La diócesis de Viedma (en latín: Dioecesis Viedmensis) es una circunscripción eclesiástica de la Iglesia católica en Argentina. Se trata de una diócesis latina, sufragánea de la arquidiócesis de Bahía Blanca. Desde el 31 de octubre de 2002 su obispo es Esteban María Laxague, de la Pía Sociedad de San Francisco de Sales.

## Territorio y organización

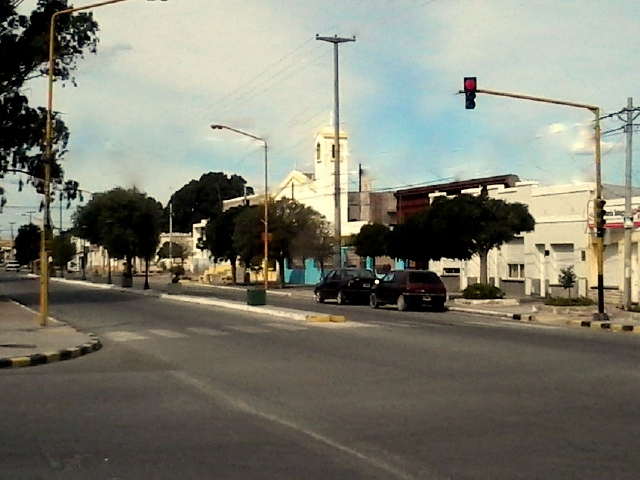
Iglesia principal de San Antonio Oeste

La diócesis tiene 89 000 km² y extiende su jurisdicción sobre los fieles católicos de rito latino residentes en la provincia de Río Negro en los departamentos de: Avellaneda, Pichi Mahuida, Conesa, Adolfo Alsina, San Antonio y Valcheta.

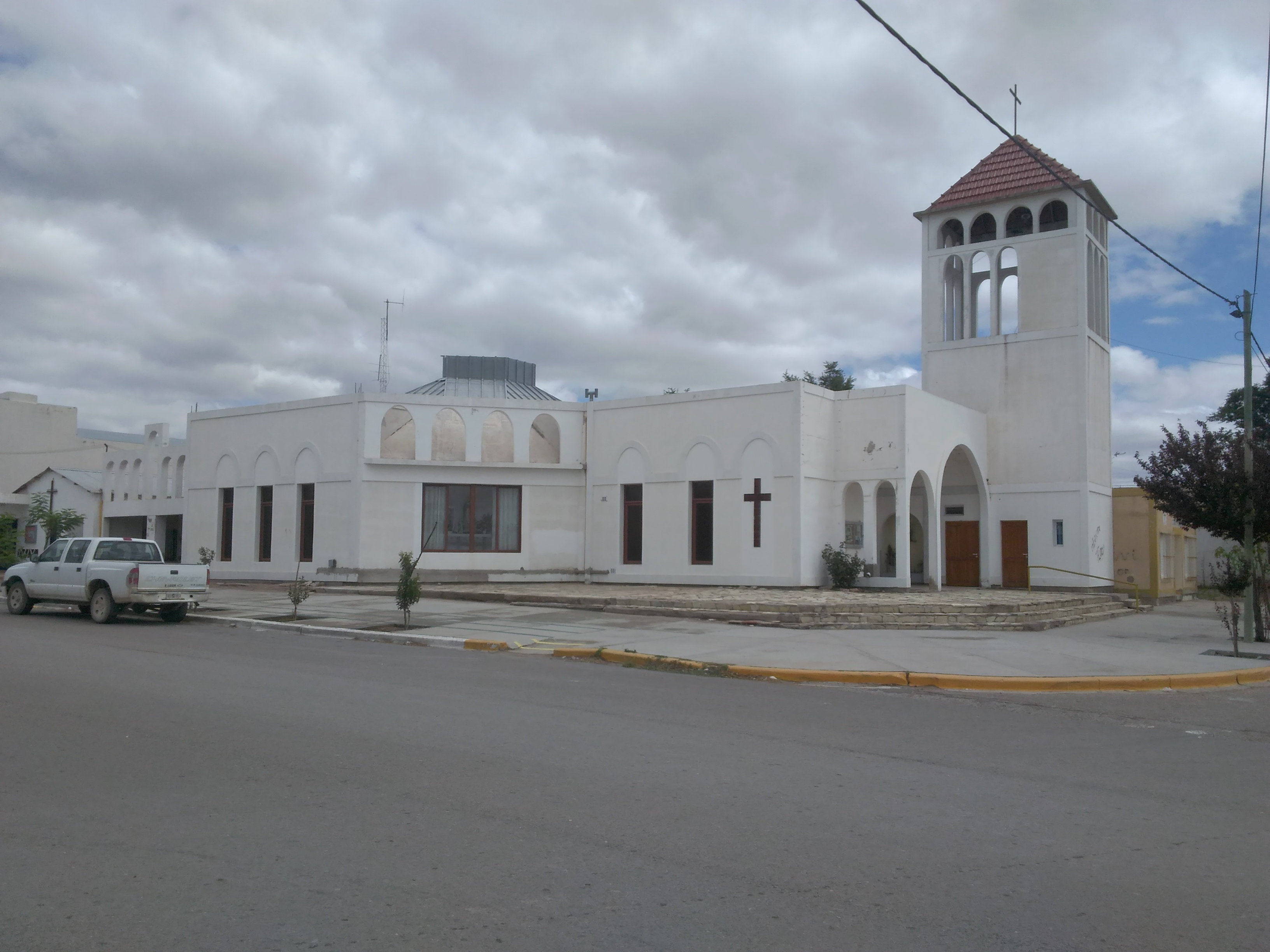
Iglesia de Sierra Grande

La sede de la diócesis se encuentra en la ciudad de Viedma, en donde se halla la Catedral de Nuestra Señora de la Merced.
En 2020 en la diócesis existían 25 parroquias.

## Historia
La diócesis fue erigida el 20 de abril de 1934 con la bula Nobilis Argentinae nationis del papa Pío XI, obteniendo el territorio de la arquidiócesis de Buenos Aires. Originalmente era sufragánea de la arquidiócesis de La Plata. Su primer obispo fue Nicolás Esandi.

Apostolicae potestatis plenitudine, ea quae sequuntur statuimus ac decernimus: Decem novas dioeceses in Republica Argentina erigimus et constituimus, scilicet: (...) Viedmensem. (...) Dioecesis demum Viedmensis quatuor territoria, seu gobernaciones amplectetur, nempe: Rio Negro, Chubut, Santa Cruz, et Tierra del Fuego, quae ab archidioecesi Bonaerensi dividimus ac separamus. Novae autem huius dioecesis sedem episcopalem in Viedma urbe, Episcopi vero cathedram in ecclesia matrici sub titulo Beatissimae Mariae Auxiliatricis constituimus.
Parte de la bula Nobilis Argentinae nationis

El 11 de febrero de 1957 cedió una parte de su territorio para la erección de la diócesis de Comodoro Rivadavia, se amplió con la provincia del Neuquén adquirida por la diócesis de Mendoza (hoy arquidiócesis de Mendoza), y al mismo tiempo pasó a formar parte de la provincia eclesiástica de la arquidiócesis de Bahía Blanca, mediante la bula Quandoquidem adoranda del papa Pío XII.
El 19 de abril de 1960, con el breve Auxiliatricem Virginem Mariam, el papa Juan XXIII declaró a la Santísima Virgen María Auxiliadora como patrona principal de la diócesis.
El 10 de abril de 1961 cedió otra porción de su territorio para la erección de la diócesis de Neuquén mediante la bula Centenarius annus del papa Juan XXIII.
El 22 de julio de 1993 cedió nuevas porciones de su territorio para la erección por el papa Juan Pablo II de las diócesis de Alto Valle del Río Negro (mediante la bula Pro Facilius) y San Carlos de Bariloche (mediante la bula In hac beati).

## Estadísticas
Según el Anuario Pontificio 2021 la diócesis tenía a fines de 2020 un total de 120 800 fieles bautizados.
| Año                                                                             | Población            | Población | Población      | Sacerdotes | Sacerdotes    | Sacerdotes    | Bautizados por sacerdote | Diáconos permanentes | Religiosos | Religiosos | Parroquias |
| Año                                                                             | Bautizados católicos | Total     | % de católicos | Total      | Clero secular | Clero regular | Bautizados por sacerdote | Diáconos permanentes | Varones    | Mujeres    | Parroquias |
| ------------------------------------------------------------------------------- | -------------------- | --------- | -------------- | ---------- | ------------- | ------------- | ------------------------ | -------------------- | ---------- | ---------- | ---------- |
| 1950                                                                            | 190 000              | 220 000   | 86.4           | 95         | 15            | 80            | 2000                     |                      | 118        | 129        | 23         |
| 1966                                                                            | 215 000              | 240 000   | 89.6           | 68         | 23            | 45            | 3161                     |                      | 101        | 72         | 23         |
| 1970                                                                            | 255 000              | 290 000   | 87.9           | 65         | 18            | 47            | 3923                     |                      | 118        | 83         | 24         |
| 1976                                                                            | 284 428              | 329 225   | 86.4           | 67         | 19            | 48            | 4245                     |                      | 73         | 124        | 29         |
| 1980                                                                            | 329 000              | 401 000   | 82.0           | 58         | 18            | 40            | 5672                     | 1                    | 62         | 130        | 32         |
| 1990                                                                            | 391 000              | 433 000   | 90.3           | 75         | 26            | 49            | 5213                     |                      | 55         | 122        | 38         |
| 1999                                                                            | 103 000              | 129 000   | 79.8           | 24         | 13            | 11            | 4291                     |                      | 11         | 36         | 13         |
| 2000                                                                            | 103 400              | 129 500   | 79.8           | 23         | 11            | 12            | 4495                     |                      | 12         | 34         | 14         |
| 2001                                                                            | 100 250              | 125 230   | 80.1           | 20         | 9             | 11            | 5012                     |                      | 11         | 36         | 14         |
| 2002                                                                            | 105 000              | 131 286   | 80.0           | 18         | 7             | 11            | 5833                     |                      | 11         | 34         | 15         |
| 2003                                                                            | 103 416              | 131 780   | 78.5           | 21         | 11            | 10            | 4924                     |                      | 10         | 40         | 15         |
| 2004                                                                            | 104 674              | 132 840   | 78.8           | 19         | 11            | 8             | 5509                     |                      | 8          | 39         | 15         |
| 2010                                                                            | 115 000              | 157 000   | 73.2           | 20         | 12            | 8             | 5750                     |                      | 8          | 44         | 15         |
| 2014                                                                            | 116 098              | 179 218   | 64.8           | 21         | 11            | 10            | 5528                     |                      | 10         | 58         | 15         |
| 2017                                                                            | 118 361              | 183 860   | 64.4           | 23         | 12            | 11            | 5146                     | 1                    | 11         | 47         | 15         |
| 2020                                                                            | 120 800              | 189 585   | 63.7           | 15         | 8             | 7             | 8053                     | 2                    | 7          | 39         | 15         |
| Fuente: Catholic-Hierarchy, que a su vez toma los datos del Anuario Pontificio. |                      |           |                |            |               |               |                          |                      |            |            |            |

## Episcopologio
- Nicolás Esandi, S.D.B. † (13 de septiembre de 1934-29 de agosto de 1948 falleció)
  - Sede vacante (1948-1953)
- José Borgatti, S.D.B. † (28 de agosto de 1953-26 de octubre de 1973 falleció)
- Miguel Esteban Hesayne † (5 de abril de 1975-28 de junio de 1995 renunció)
- Marcelo Angiolo Melani, S.D.B. † (28 de junio de 1995 por sucesión-9 de enero de 2002 nombrado obispo de Neuquén)
- Esteban María Laxague, S.D.B., desde el 31 de octubre de 2002